# Ahlam al-Nasr
Ahlam al-Nasr (Damasco, 1992) es una poetisa árabe siria, quién es conocida como "la Poetisa del Estado islámico". Su primera obra lírica, El Resplandor de la Verdad, fue publicado en 2014 y consta de 107 poemas escritos en monorrimas. Es considerada como una de las propagandistas más famosas del Estado Islámico, ofrece detalladas justificaciones de las acciones terroristas perpetradas por el grupo.

## Historia
Al-Nasr proviene de Damasco y tiene unos veinte años. Fue criada en Arabia Saudita donde asistió a una escuela privada en al-Kobhar. Su madre ha escrito que al-Nasr “nació con un diccionario en su boca”. Tras el estallido de la guerra civil siria, al-Nasr se fue de Siria hacia uno de los estados de Golfo, pero regresó a ese país en 2014, llegando hacia Al Raqa.
El 11 de octubre de 2014, contrajo matrimonio en la corte de justicia de Al Raqa, con Mohamed Mahmoud, conocido como Abu Usama al-Gharib, quién es un predicados nacido en Viena, Austria.
Según Cole Bunzel, candidato a doctorado en Estudios Orientales de la Universidad de Princeton, muchos de sus poemas fueron publicados semanalmente por la Fundación de Medios al-Sumud.

## Familia
Su abuelo es Mustafa al-Bugha, un renombrado imán sirio quién es un partidario público del dictador sirio Bashar al-Ásad. Su madre es la doctora Iman Mustafa al-Bugha, una profesora universitaria de fiqh en la Universidad de Dammam, Arabia Saudita. Ella fue quién animó a su hija a aprender poesía desde sus primeros años. Se cree que el hermano de al-Nasr vive con ella en Siria.